# Gallato di bismuto
Il gallato di bismuto (3,4,5-triidrossibenzoato di bismuto) o dermatolo in terminologia galenica, è un sale di bismuto dell'acido gallico. A temperatura ambiente si presenta come un solido giallo inodore.

## Applicazioni
In ambito medico, il gallato di bismuto viene utilizzato per trattare gli odori sgradevoli associati alla flatulenza e alle feci umane. Viene utilizzato anche per trattare le infezioni collegate all'Helicobacter pylori e come deodorante interno dopo gli interventi di stomia, chirurgia bariatrica, incontinenza fecale e sindrome del colon irritabile. L'efficacia del gallato di bismuto come deodorante interno è stata rilevata anche in pazienti sottoposti a ileostomia.
Può causare inscurimento della lingua e delle feci, ma si tratta di un fenomeno temporaneo e privo di conseguenze. In passato erano stati segnalati casi di encefalopatia collegati a pazienti con cancro al colon trattati con gallato di bismuto dopo l'intervento di resezione addomino perineale.